# Miguel Ángel Pérez Lasa
Miguel Ángel Pérez Lasa (Andoain, Guipúscoa, País Basc, 31 d'octubre de 1967) és un exàrbitre de futbol. Actualment és àrbitre informador en primera divisió. Va pertànyer al Comitè d'Àrbitres del País Basc.
Després d'arbitrar dos anys a la segona divisió espanyola va debutar a la primera divisió el 7 de setembre de 1997 en el partit Reial Saragossa 3 - el Reial Oviedo 3. Com a àrbitre, posseeix un elevat registre d'amonestacions per temporada.
Es va retirar en la temporada 2012/13 després d'haver arbitrat partits tan importants com el clàssic (Reial Madrid - FC Barcelona). L'últim partit que va dirigir va ser el Real Madrid 4 - CA Osasuna 2 l'1 de juny de 2013.

## Premis
- Premi Don Balón: 2009